# Kwadwo Duah
Kwadwo Duah (ur. 24 lutego 1997 w Londynie) – szwajcarski piłkarz pochodzenia ghańskiego występujący na pozycji napastnika w bułgarskim klubie Łudogorec Razgrad.

## Kariera klubowa

### BSC Young Boys
W 2008 dołączył do akademii BSC Young Boys. 1 lipca 2016 został przesunięty do pierwszego zespołu. Zadebiutował 30 lipca 2016 w meczu Swiss Super League przeciwko FC Lugano (1:2). Pierwszą bramkę zdobył 13 sierpnia 2016 w meczu Pucharu Szwajcarii przeciwko SC Veltheim (0:6). 24 sierpnia 2016 zadebiutował w kwalifikacjach do Ligi Mistrzów przeciwko Borussii Mönchengladbach (6:1). 15 września 2016 zadebiutował w fazie grupowej Ligi Europy w meczu przeciwko Olympiakos SFP (0:1). Pierwszą bramkę w lidze zdobył 2 października 2016 w meczu przeciwko FC Sankt Gallen (2:2).

### Neuchâtel Xamax
17 lutego 2017 został wysłany na wypożyczenie do klubu Neuchâtel Xamax. Zadebiutował 25 lutego 2017 w meczu Swiss Challenge League przeciwko FC Wil (3:1). Pierwszą bramkę zdobył 6 maja 2017 w meczu ligowym przeciwko FC Wil (0:4). W sezonie 2016/17 jego zespół zajął drugie miejsce w tabeli i awansował do najwyższej ligi.

### FC Winterthur
1 lipca 2017 udał się na wypożyczenie do drużyny FC Winterthur. Zadebiutował 22 lipca 2017 w meczu Swiss Challenge League przeciwko FC Wohlen (1:3). Pierwszą bramkę zdobył 26 sierpnia 2017 w meczu ligowym przeciwko FC Wil (0:2).

### Servette FC
1 lipca 2018 został wysłany na wypożyczenie do zespołu Servette FC. Zadebiutował 27 października 2018 w meczu Swiss Challenge League przeciwko SC Kriens (2:3). Pierwszą bramkę zdobył 2 lutego 2019 w meczu ligowym przeciwko FC Vaduz (2:0). W sezonie 2018/19 jego zespół zajął pierwsze miejsce w tabeli i awansował do najwyższej ligi.

### FC Wil
1 lipca 2019 podpisał kontrakt z klubem FC Wil. Zadebiutował 20 lipca 2019 w meczu Swiss Challenge League przeciwko FC Chiasso (0:1), w którym zdobył swoją pierwszą bramkę.

### FC Sankt Gallen
14 sierpnia 2020 przeszedł do drużyny FC Sankt Gallen. Zadebiutował 20 września 2020 w meczu Swiss Super League przeciwko FC Sion (1:0). Pierwszą bramkę zdobył 4 października 2020 w meczu ligowym przeciwko Servette FC (1:0).

## Kariera reprezentacyjna

### Szwajcaria U-18
W 2014 roku otrzymał powołanie do reprezentacji Szwajcarii U-18. Zadebiutował 2 września 2014 w meczu towarzyskim przeciwko reprezentacji Szwecji U-18 (2:2).

### Szwajcaria U-19
W 2015 roku otrzymał powołanie do reprezentacji Szwajcarii U-19. Zadebiutował 7 października 2015 w meczu towarzyskim przeciwko reprezentacji Austrii U-19 (0:1). Pierwszą bramkę zdobył 14 listopada 2015 w meczu eliminacji do Mistrzostw Europy U-19 2016 przeciwko reprezentacji Wysp Owczych U-19 (0:4), w którym zdobył hat tricka.

### Szwajcaria U-20
W 2016 roku otrzymał powołanie do reprezentacji Szwajcarii U-20. Zadebiutował 10 listopada 2016 w meczu Turnieju Czterech Narodów U-20 przeciwko reprezentacji Polski U-20 (2:0).

## Statystyki

### Klubowe
(aktualne na dzień 5 marca 2021)
| Klub                   | Sezon              | Liga                   | Liga  | Liga   | Puchar kraju | Puchar kraju | Europa | Europa | Suma  | Suma   |
| Klub                   | Sezon              | Liga                   | Mecze | Bramki | Mecze        | Bramki       | Mecze  | Bramki | Mecze | Bramki |
| ---------------------- | ------------------ | ---------------------- | ----- | ------ | ------------ | ------------ | ------ | ------ | ----- | ------ |
| BSC Young Boys         | 2016/17            | Swiss Super League     | 6     | 1      | 2            | 2            | 6      | 0      | 14    | 3      |
| BSC Young Boys         | Ogólnie            | Ogólnie                | 6     | 1      | 2            | 2            | 6      | 0      | 14    | 3      |
| Neuchâtel Xamax (wyp.) | 2016/17            | Swiss Challenge League | 11    | 1      | 0            | 0            | –      | –      | 11    | 1      |
| Neuchâtel Xamax (wyp.) | Ogólnie            | Ogólnie                | 11    | 1      | 0            | 0            | 0      | 0      | 11    | 1      |
| FC Winterthur (wyp.)   | 2017/18            | Swiss Challenge League | 25    | 5      | 1            | 1            | –      | –      | 26    | 6      |
| FC Winterthur (wyp.)   | Ogólnie            | Ogólnie                | 25    | 5      | 1            | 1            | 0      | 0      | 26    | 6      |
| Servette FC (wyp.)     | 2018/19            | Swiss Challenge League | 11    | 2      | 0            | 0            | –      | –      | 11    | 2      |
| Servette FC (wyp.)     | Ogólnie            | Ogólnie                | 11    | 2      | 0            | 0            | 0      | 0      | 11    | 2      |
| FC Wil                 | 2019/20            | Swiss Challenge League | 33    | 12     | 2            | 0            | –      | –      | 35    | 12     |
| FC Wil                 | Ogólnie            | Ogólnie                | 33    | 12     | 2            | 0            | 0      | 0      | 35    | 12     |
| FC Sankt Gallen        | 2020/21            | Swiss Super League     | 20    | 7      | 0            | 0            | 1      | 0      | 21    | 7      |
| FC Sankt Gallen        | Ogólnie            | Ogólnie                | 20    | 7      | 0            | 0            | 1      | 0      | 21    | 7      |
| Ogólnie w karierze     | Ogólnie w karierze | Ogólnie w karierze     | 106   | 28     | 5            | 3            | 7      | 0      | 118   | 31     |

### Reprezentacyjne
| Reprezentacja   | Rok     | Mecze | Bramki |
| --------------- | ------- | ----- | ------ |
| Szwajcaria U-18 |         |       |        |
| 2014            | 4       | 0     |        |
| 2015            | 2       | 0     |        |
| Ogólnie         | Ogólnie | 6     | 0      |
| Szwajcaria U-19 |         |       |        |
| 2015            | 3       | 3     |        |
| 2016            | 1       | 0     |        |
| Ogólnie         | Ogólnie | 4     | 3      |
| Szwajcaria U-20 |         |       |        |
| 2016            | 2       | 0     |        |
| 2017            | 2       | 0     |        |
| Ogólnie         | Ogólnie | 4     | 0      |
| Szwajcaria      | 2024    | 2     | 1      |
| Ogólnie         | Ogólnie | 2     | 1      |

| Mecze i gole w reprezentacji | Mecze i gole w reprezentacji | Mecze i gole w reprezentacji | Mecze i gole w reprezentacji | Mecze i gole w reprezentacji | Mecze i gole w reprezentacji | Mecze i gole w reprezentacji | Mecze i gole w reprezentacji  |
| Szwajcaria U-18              | Szwajcaria U-18              | Szwajcaria U-18              | Szwajcaria U-18              | Szwajcaria U-18              | Szwajcaria U-18              | Szwajcaria U-18              | Szwajcaria U-18               |
| Lp.                          | Data                         | Miejsce                      | Gospodarz                    | Gość                         | Wynik                        | Gol                          | Rozgrywki                     |
| ---------------------------- | ---------------------------- | ---------------------------- | ---------------------------- | ---------------------------- | ---------------------------- | ---------------------------- | ----------------------------- |
| 1.                           | 02.09.2014                   | Hofors                       | Szwecja U-18                 | Szwajcaria U-18              | 2:2                          |                              | Mecz towarzyski               |
| 2.                           | 30.09.2014                   | Fryburg                      | Szwajcaria U-18              | Węgry U-18                   | 3:0                          |                              | Mecz towarzyski               |
| 3.                           | 02.10.2014                   |                              | Szwajcaria U-18              | Węgry U-18                   | 2:1                          |                              | Mecz towarzyski               |
| 4.                           | 05.11.2014                   | Tubize                       | Belgia U-18                  | Szwajcaria U-18              | 1:2                          |                              | Mecz towarzyski               |
| 5.                           | 26.03.2015                   | Burton upon Trent            | Anglia U-18                  | Szwajcaria U-18              | 1:0                          |                              | Mecz towarzyski               |
| 6.                           | 28.03.2015                   | Walsall                      | Anglia U-18                  | Szwajcaria U-18              | 6:1                          |                              | Mecz towarzyski               |
| Szwajcaria U-19              |                              |                              |                              |                              |                              |                              |                               |
| Lp.                          | Data                         | Miejsce                      | Gospodarz                    | Gość                         | Wynik                        | Gol                          | Rozgrywki                     |
| 1.                           | 07.10.2015                   | Winterthur                   | Szwajcaria U-19              | Austria U-19                 | 0:1                          |                              | Mecz towarzyski               |
| 2.                           | 14.11.2015                   | Oradea                       | Wyspy Owcze U-19             | Szwajcaria U-19              | 0:4                          | Gol · Gol · Gol              | el. ME U-19 2016              |
| 3.                           | 17.11.2015                   | Oradea                       | Szwajcaria U-19              | Rumunia U-19                 | 3:1                          |                              | el. ME U-19 2016              |
| 4.                           | 27.04.2016                   | Muttenz                      | Szwajcaria U-19              | Luksemburg U-19              | 2:0                          |                              | Mecz towarzyski               |
| Szwajcaria U-20              |                              |                              |                              |                              |                              |                              |                               |
| Lp.                          | Data                         | Miejsce                      | Gospodarz                    | Gość                         | Wynik                        | Gol                          | Rozgrywki                     |
| 1.                           | 10.11.2016                   | Polkowice                    | Polska U-20                  | Szwajcaria U-20              | 2:0                          |                              | Turniej Czterech Narodów U-20 |
| 2.                           | 15.11.2016                   | Nyon                         | Szwajcaria U-20              | Włochy U-20                  | 0:1                          |                              | Turniej Czterech Narodów U-20 |
| 3.                           | 09.11.2017                   | Uden                         | Holandia U-20                | Szwajcaria U-20              | 1:0                          |                              | U20 Elite League              |
| 4.                           | 13.11.2017                   | Grenchen                     | Szwajcaria U-20              | Czechy U-20                  | 1:4                          |                              | U20 Elite League              |
| Szwajcaria                   |                              |                              |                              |                              |                              |                              |                               |
| Lp.                          | Data                         | Miejsce                      | Gospodarz                    | Gość                         | Wynik                        | Gol                          | Rozgrywka                     |
| 1.                           | 04.06.2024                   | Lucerna                      | Szwajcaria                   | Estonia                      | 4:0                          |                              | Mecz towarzyski               |
| 2.                           | 15.06.2024                   | Kolonia                      | Szwajcaria                   | Węgry                        | 3:1                          | Gol                          | Mistrzostwa Europy 2024       |

## Sukcesy

### Neuchâtel Xamax
- Wicemistrzostwo Swiss Challenge League (1×): 2016/2017

### Servette FC
- Mistrzostwo Swiss Challenge League (1×): 2018/2019

## Życie prywatne
Duah urodził się w Londynie, w Anglii, po czym w młodym wieku przeprowadził się do Szwajcarii. Duah jest pochodzenia ghańskiego i posiada dwa obywatelstwa.